# Arecidae
Arecidae е подклас едносемеделни растения, използван в някои калсификационни системи. В системата на Кронкуист той включва 4 разреда:
- Arecales
- Cyclanthales
- Pandanales
- Arales

Съвременната система APG II не използва таксони с ранг по-висок от разред.